# University of Regina

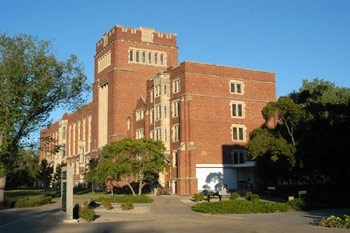
University of Regina

Die University of Regina ist eine staatliche Universität in Regina und Saskatoon, Saskatchewan, Kanada.
Die Hochschule wurde 1911 als Regina College durch die Methodist Church of Canada gegründet. 1934 erfolgte die Anerkennung als Universität und 1961 eine administrative Zusammenarbeit mit der University of Saskatchewan. 1974 erfolgte die Umfirmierung zur eigenständigen University of Regina. 
Die University of Regina mit 15.000 Studenten beherbergt 10 Fakultäten, 25 akademische Abteilungen und Schulen, 18 Forschungszentren und -institute.